# Otto Kofoed-Hansen (Physiker)
Otto Kofoed-Hansen (* 25. April 1921; † 21. Juli 1990 in Kopenhagen) war ein dänischer experimenteller Kern- und Teilchenphysiker.

## Leben
Vor seinem Physikstudium in Kopenhagen absolvierte er eine Lehre als Goldschmied. Er war von 1956 bis 1968 der erste Leiter der Abteilung Physik im dänischen Forschungszentrum Risø. Außerdem war er 1960 bis 1968 Professor für Reaktorphysik an der TU Dänemarks in Lyngby und danach von 1968 bis 1976 leitender Physiker (Senior Physicist) am CERN, wo er persönlicher Berater des Generaldirektors Willi Jentschke war und 1969 bis 1972 Vorsitzender des Physics III Komitees (für das wissenschaftliche Programm des Synchro-Zyklotrons). Auch nach seiner Rückkehr nach Dänemark (als er am Forschungszentrum Risø und am Niels-Bohr-Institut war) hatte er enge Kontakt zum CERN. Zuletzt war er am UA2-Experiment beteiligt.
In einem frühen Experiment mit Jacob Christian Georg Jacobsen (1895–1965) wies er nach, dass beim Betazerfall nicht nur Energie durch Neutrinos abgeführt wird, sondern auch Impuls (damals eine Bestätigung der Neutrino-Hypothese von Wolfgang Pauli). 1950 führte er mit Karl Ove Nielsen  (1920–1996) am Niels-Bohr-Institut Massenseparation an Ionenstrahlen durch (als Vorgänger von Experimenten vom Typ ISOLDE, Online Mass Separation). Die Anlage sollte radioaktive Isotope für die weitere Untersuchung von Paulis Neutrinohypothese liefern.
1968 wurde er Fellow der American Physical Society. 1989 erhielt er den Preis der dänischen physikalischen Gesellschaft.

## Schriften
- mit C. J. Christensen: Experiments on Beta-decay. Handbuch der Physik, Band 41-2, 1962